# إيفا دوز
إيفا دوز هي منافسة ألعاب القوى كندية، ولدت في 17 سبتمبر 1912 في تورونتو في كندا، وتوفيت في 30 مايو 2009 في Thames Ditton ‏ في المملكة المتحدة.

## وصلات خارجية
- إيفا دوز على موقع اللجنة الأولمبية الدولية (الإنجليزية)
- إيفا دوز على موقع أوليمبيديا (الإنجليزية)
- إيفا دوز على موقع اتحاد ألعاب الكومنولث (مؤرشف) (الإنجليزية)